# Citrus maxima
Citrus maxima, sin. C. grandis, la pamplemusa, pampelmusa, limonzón o pomelo chino, es un árbol perennifolio de la familia de las rutáceas. Es originario del sudeste asiático, donde crece de forma silvestre, y se ha difundido menos que otros cítricos; es cultivado por su fruto, un hesperidio de color amarillo pálido o rosado, sabor ligeramente ácido con un pequeño toque de amargor y gran tamaño. 
Por la influencia del inglés, en ocasiones se confunde con la planta híbrida Citrus × paradisi más conocida como pomelo. Sin embargo, el pomelo chino es la madre de otras plantas híbridas, como la naranja amarga (cruce entre el pomelo chino y mandarina ancestral), el pomelo (cruce entre pomelo chino y naranja dulce) y la naranja dulce (cruce entre el pomelo chino y mandarina tradicional).

## Características

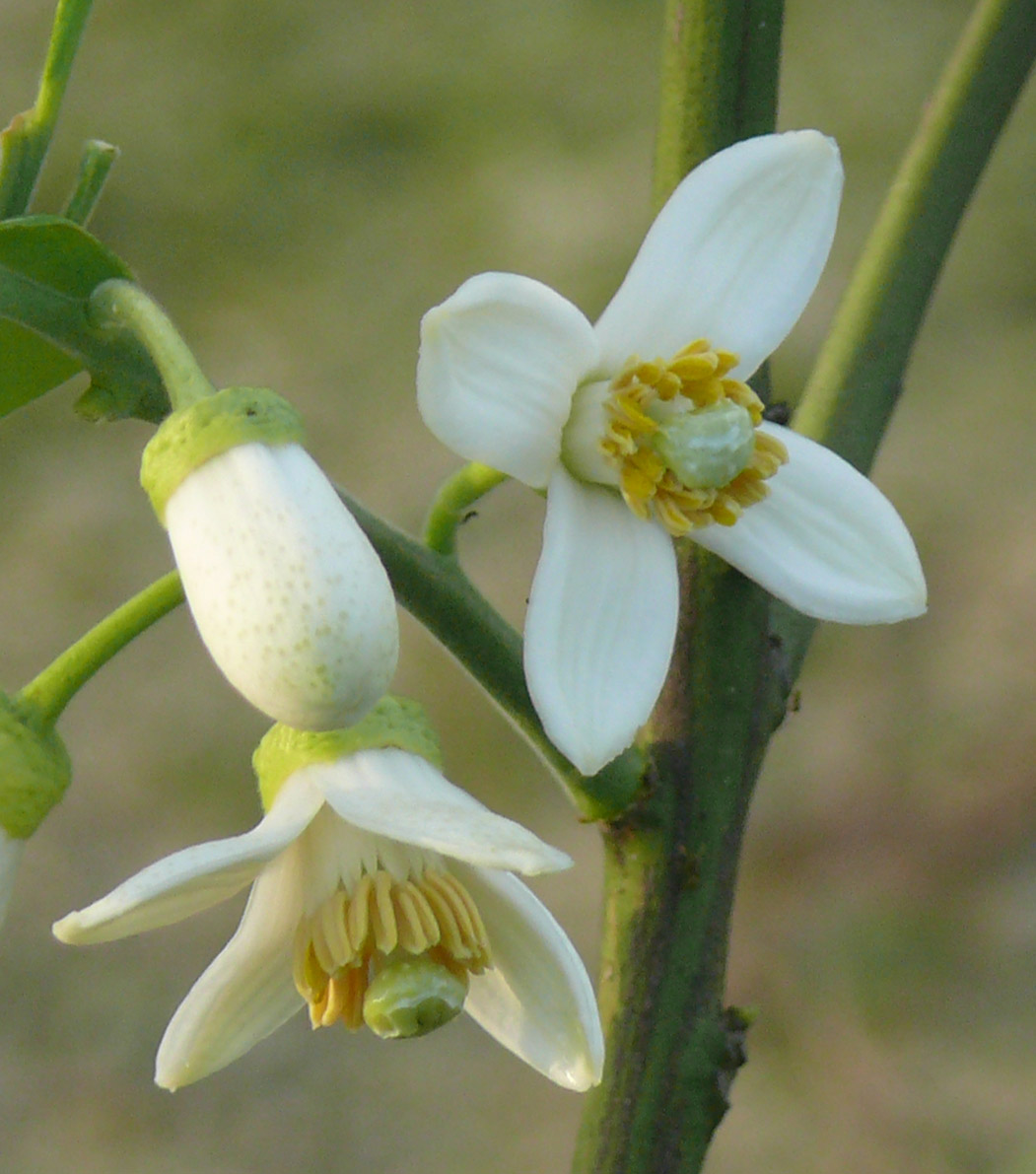
Flores.

La C. maxima es un árbol de 5 a 15 metros de altura, con el fuste retorcido y ramaje irregular y denso. A veces espinoso en los brotes nuevos, y muestra una pilosidad distintiva. Las hojas son simples, alternadas, de oblongas a ovaladas, de hasta 20 centímetros de largo, de superficie coriácea y color verde oscuro por el haz y más claro y piloso por el envés. Produce flores hermafroditas, fragantes, solitarias o en racimos terminales de hasta 10 flores, de 4 a 5 pétalos, con los estambres blancos muy visibles y anteras color naranja.
El fruto es un hesperidio perimorfo, oblongo o globoso, de hasta 30 cm de diámetro. Está recubierto de una cáscara gruesa y esponjosa, de color amarillo o verdoso, con glándulas oleosas pequeñas pero bien visibles, ligeramente pubescente. Tiene de 11 a 18 carpelos, jugosos, dulces o ácidos según la variedad, ligeramente amargos. Normalmente las semillas son pequeñas y escasas, fruto de la polinización cruzada con Citrus × sinensis (el naranjo dulce) u otro cítrico. Las polinizadas por otro ejemplar de pampelmusa tienden a contener más semillas.

## Cultivo
La pampelmusa se cultiva en el sudeste asiático, Malasia y la Polinesia desde muy antiguo; a China se cree que se introdujo alrededor de finales del siglo I, y es uno de los frutales más extensamente cultivados en el sur del país, así como en Tailandia, Japón, la India, Bangladés, Vietnam e Indonesia. Se ha introducido con éxito en California, Israel y Sudamérica.

## Híbridos cultivados
Son varios los híbridos de Citrus maxima cultivados de importancia. Según la clasificación de las especies del género Citrus propuesta por Mabberley en 1997 y que actualmente parece contar con el consenso suficiente, sus denominaciones son las siguientes:
- Citrus × aurantifolia, son las limas, que son híbridos de C. maxima con otras especies del género citrus, aunque hay autores https://www.ecured.cu/Pampelmusa que piensan que incluso podrían ser otras especies fuera de este género.
- Citrus × aurantium (pampelmusa × mandarina), que son las naranjas amargas. Dentro de este grupo, se consideran otros cuatro híbridos más.
  - Citrus × sinensis, son también híbridos de pampelmusa × mandarina pero con mayor proporción de mandarina, son las conocidas naranjas dulces.
  - Citrus × nobilis, son los tangor.
  - Citrus × tangelo, son los tangelos

## Sinónimos
- Aurantium × corniculatum Mill.
- Aurantium decumana (L.) Mill.
- Aurantium decumanum (L.) Mill.
- Aurantium × distortum Mill.
- Aurantium maximum Burm.
- Aurantium × vulgare (Risso) M.Gómez
- Citrus × aurantiifolia subsp. murgetana García Lidón et al.
- Citrus × aurantium subsp. aurantiifolia (Christm.) Guillaumin
- Citrus × aurantium var. crassa Risso
- Citrus × aurantium var. daidai Makino
- Citrus × aurantium var. decumana L. nom. illeg.
- Citrus aurantium var. decumana L.
- Citrus × aurantium subsp. decumana (L.) Tanaka
- Citrus × aurantium var. dulcis Hayne
- Citrus × aurantium var. fetifera Risso
- Citrus × aurantium var. grandis L.
- Citrus × aurantium f. grandis (L.) M.Hiroe
- Citrus aurantium var. grandis L.
- Citrus × aurantium f. grandis (L.) Hiroë
- Citrus × aurantium var. lusitanica Risso
- Citrus aurantium var. sinensis L.
- Citrus × aurantium var. vulgaris (Risso) Risso & Poit.
- Citrus costata Raf.
- Citrus decumana L. nom. illeg.
- Citrus grandis (L.) Osbeck
- Citrus grandis var. sabon (Seibert ex Hayata) Karaya
- Citrus grandis var. sabon (Siebold ex Hayata) Hayata
- Citrus grandis var. yamabuki (Tanaka) Karaya
- Citrus × humilis (Mill.) Poir.
- Citrus hystrix subsp. ácida Engl.
- Citrus maxima (Burm.) Merr.
- Citrus obovoidea Yu.Tanaka
- Citrus pompelmos Risso
- Citrus sabon Siebold
- Citrus sabon Siebold ex Hayata
- Citrus × sinensis var. brassiliensis Tanaka
- Citrus × sinensis subsp. crassa (Risso) Rivera et al.
- Citrus × sinensis subsp. fetifera (Risso) Rivera et al.
- Citrus × sinensis subsp. lusitanica (Risso) Rivera et al.
- Citrus × sinensis var. sanguinea (Engl.) Engl.
- Citrus × sinensis var. sekkan Hayata
- Citrus × sinensis subsp. suntara (Engl.) Engl.
- Citrus yamabuki Yu.Tanaka[1]

Pomelus pomelae = naranja en español